# Tibor Halilović
Tibor Halilović (Zagabria, 18 marzo 1995) è un calciatore croato, centrocampista dell'HNK Gorica.

## Carriera
Il 1º luglio 2017 viene acquistato a titolo definitivo dalla squadra polacca del Wisła Cracovia.

## Statistiche

### Presenze e reti nei club
Statistiche aggiornate al 1º dicembre 2018.
| Stagione              | Squadra               | Campionato            | Campionato | Campionato | Coppe nazionali | Coppe nazionali | Coppe nazionali | Coppe continentali | Coppe continentali | Coppe continentali | Altre coppe | Altre coppe | Altre coppe | Totale | Totale |
| Stagione              | Squadra               | Comp                  | Pres       | Reti       | Comp            | Pres            | Reti            | Comp               | Pres               | Reti               | Comp        | Pres        | Reti        | Pres   | Reti   |
| --------------------- | --------------------- | --------------------- | ---------- | ---------- | --------------- | --------------- | --------------- | ------------------ | ------------------ | ------------------ | ----------- | ----------- | ----------- | ------ | ------ |
| 2016-2017             | Lokomotiva Zagabria   | 1. HNL                | 18         | 0          | CC              | 3               | 0               | UEL                | 0                  | 0                  | -           | -           | -           | 21     | 0      |
| 2017-2018             | Wisła Cracovia        | EK                    | 25         | 1          | CP              | 2               | 0               | -                  | -                  | -                  | -           | -           | -           | 27     | 1      |
| 2018-2019             | Wisła Cracovia        | EK                    | 8          | 0          | CP              | 0               | 0               | -                  | -                  | -                  | -           | -           | -           | 8      | 0      |
| Totale Wisla Cracovia | Totale Wisla Cracovia | Totale Wisla Cracovia | 33         | 1          |                 | 2               | 0               |                    | -                  | -                  |             | -           | -           | 35     | 1      |
| Totale carriera       | Totale carriera       | Totale carriera       | 51         | 1          |                 | 5               | 0               |                    | 0                  | 0                  |             | -           | -           | 56     | 1      |

## Palmarès

### Club

#### Competizioni nazionali
- Coppa di Croazia: 3

Rijeka: 2018-2019, 2019-2020
Dinamo Zagabria: 2023-2024
- Supercoppa di Croazia: 1

Dinamo Zagabria: 2023
- Campionato croato: 1

Dinamo Zagabria: 2023-2024
- Supercoppa d'Iran: 1

Tractor: 2025